# Livigno
Livigno is een gemeente in de Italiaanse provincie Sondrio (regio Lombardije). De bewoners van Livigno heten Livignezen. Het dorp is vooral bekend als skigebied en belastingvrije zone.

## Geschiedenis
De gemeente Livigno is ontstaan uit de samenvoeging van drie dorpjes in de vallei van de Spöl. Ook het kerkdorpje Trepalle op de route naar Bormio hoort bij de gemeente.
Over het hoe en waarom deze vallei belastingvrij is geworden gaan vele verhalen rond. Volgens de overlevering was het zo, dat als iemand op pad werd gestuurd om de belastingen te innen in Livigno, deze telkens op mysterieuze wijze verdween. De realiteit spreekt minder tot de verbeelding. De toekenning kwam er om te zorgen dat de vallei bewoond bleef, zodat de staat het eigendom van de vallei kon opeisen. De belastingvrije status van Livigno werd voor het eerst toegekend rond 1840 door Oostenrijk-Hongarije. In 1910 bevestigde het Italiaanse Koninkrijk en later ook de republiek deze status. Uiteindelijk werd de belastingvrije status in 1960 door de EEG definitief toegekend. De reden voor deze toekenning was de moeilijke bereikbaarheid van Livigno tijdens de winter en de eeuwenlange armoede in de regio.
In 1912 werd pas de eerste telefoonlijn aangelegd tussen Livigno en Bormio. Zo trad Livigno reeds communicatief uit zijn isolement. Het was wachten tot 1914 voor er met wagens naar Livigno kon worden gereden. Door de aanleg van de Via di Döss die over de Passo Trepalle, Passo Foscagno en Passo d'Eira liep, werd Livigno verbonden met het 40 kilometer verder gelegen Semogo. Dit bracht Livigno deels uit zijn isolement en bracht de eerste toeristen naar de vallei. Toch bleef de gemeenschap grotendeels op zichzelf gericht. De Eerste Wereldoorlog speelde alleen een rol omdat een aantal jongeren uit het dorp stierf aan het front. Het dorp zelf bleef van geweld bespaard.
In 1920 haalden de eerste dorpelingen hun rijbewijs. Om dit te laten renderen werd er gestart met een postdienst. Dit was de eerste post- en pakjesdienst in Livigno.
Pas in 1924 werd er werk gemaakt van elektriciteit in het dorp en ging de eerste elektriciteitsmaatschappij in Livigno van start.
Voor en tijdens de Tweede Wereldoorlog genoot het fascisme van en met Benito Mussolini zoals op vele plaatsen in Lombardije grote steun van de bevolking en stierven opnieuw enkele inwoners van Livigno aan het front. In 1937 werd de weg over de Forcola di Livigno geopend, die aansloot op de Berninapas. Het dorp werd nu zelf in de oorlog betrokken. De Duitse en Italiaanse bondgenoten controleerden er de grens met een kleine selectie van de militaire politie uit de 4e Divisione Alpina “Monterosa". Net voor de onvoorwaardelijke capitulatie namen de geallieerden van het 5e Amerikaanse leger het dorp in op 2 mei 1945.
In de jaren 50 startten de inwoners van Livigno op eigen houtje de winterontsluiting van het dorp. Met de aankoop van grote sneeuwruimers werd de Passo Foscagno berijdbaar gehouden en ook de weg naar Bormio werd eigenhandig sneeuwvrij gehouden. Hierdoor kon het wintertoerisme van start gaan en in 1953 werd de opening van de eerste skilift gevierd. In 1959 werd de skischool opgestart. Livigno begon nu definitief aan de omschakeling van afgesloten landbouwgemeenschap naar open dorp, klaar voor het toerisme.
Eind jaren 50 werd een overeenkomst gesloten tussen Italië en Zwitserland om het water van de Spöl voor gemeenschappelijke doeleinden te gebruiken. Er werd een dam gebouwd en het stuwmeer Lago di Livigno ontstond. Het stuwmeer werd gebruikt om elektriciteit op te wekken. Aangezien voor de aanleg van deze dam heel wat materialen moesten worden aangevoerd, werd een tunnel gemaakt tussen Zwitserland en Livigno: de Munt-la-Schera-tunnel. De toenmalige burgemeester van Livigno zag onmiddellijk het nut van deze tunnel in en tekende in 1963 een overeenkomst met de Zwitsers om de tunnel en de weg over de dam open te stellen voor het verkeer na het beëindigen van de werken. De definitieve ontsluiting van Livigno was nu een feit.

## Skigebied
Livigno heeft 115 km pisten op 1815 m tot 2797 m hoogte. Er zijn 33 liften in het gebied. Het wordt ook wel "Klein-Tibet" (Piccolo Tibet) genoemd omwille van de temperaturen, die in de winter tot de daar koudste ooit gemeten temperatuur van -27 graden Celsius kunnen zakken. De warmste dagen halen er 23-24 graden Celsius.

## Sport
Naast skiën kan men in Livigno nog andere sporten beoefenen. Zo werden er in 2005 de wereldkampioenschappen mountainbike georganiseerd. In de Ronde van Italië was Livigno aankomstplaats voor de 16e etappe in 1972, de 14e etappe in 2005 en de 15e etappe in 2024. In 2024 lag de finish in skigebied Mottolino en werd er gewonnen door de Sloveen Tadej Pogačar. Ook de 20e etappe van de Giro van 2010 reed door Livigno. Vanwege de grote hoogte wordt Livigno door veel wielrenners ook als trainingsoord gebruikt.

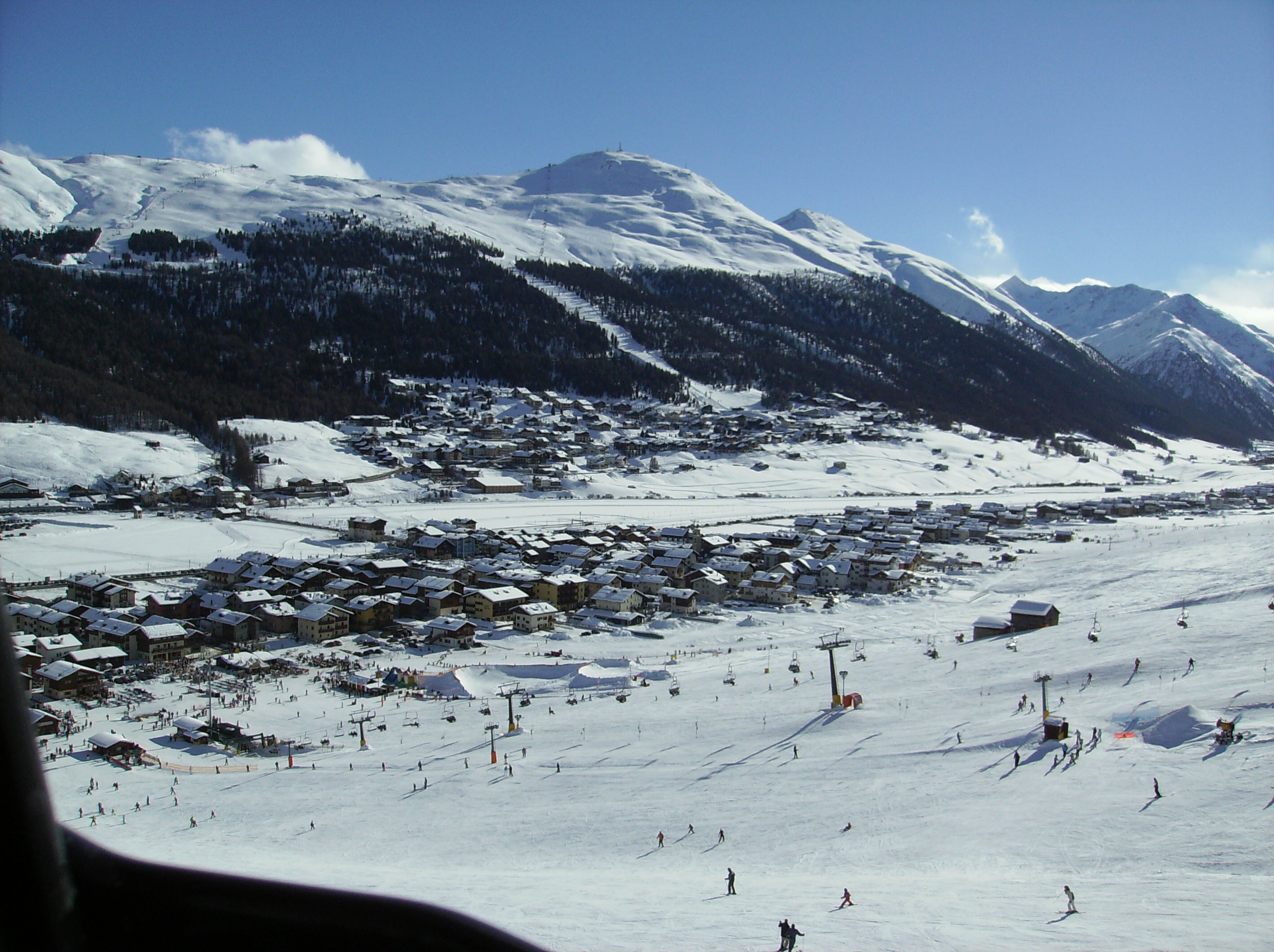
Livigno in de winter
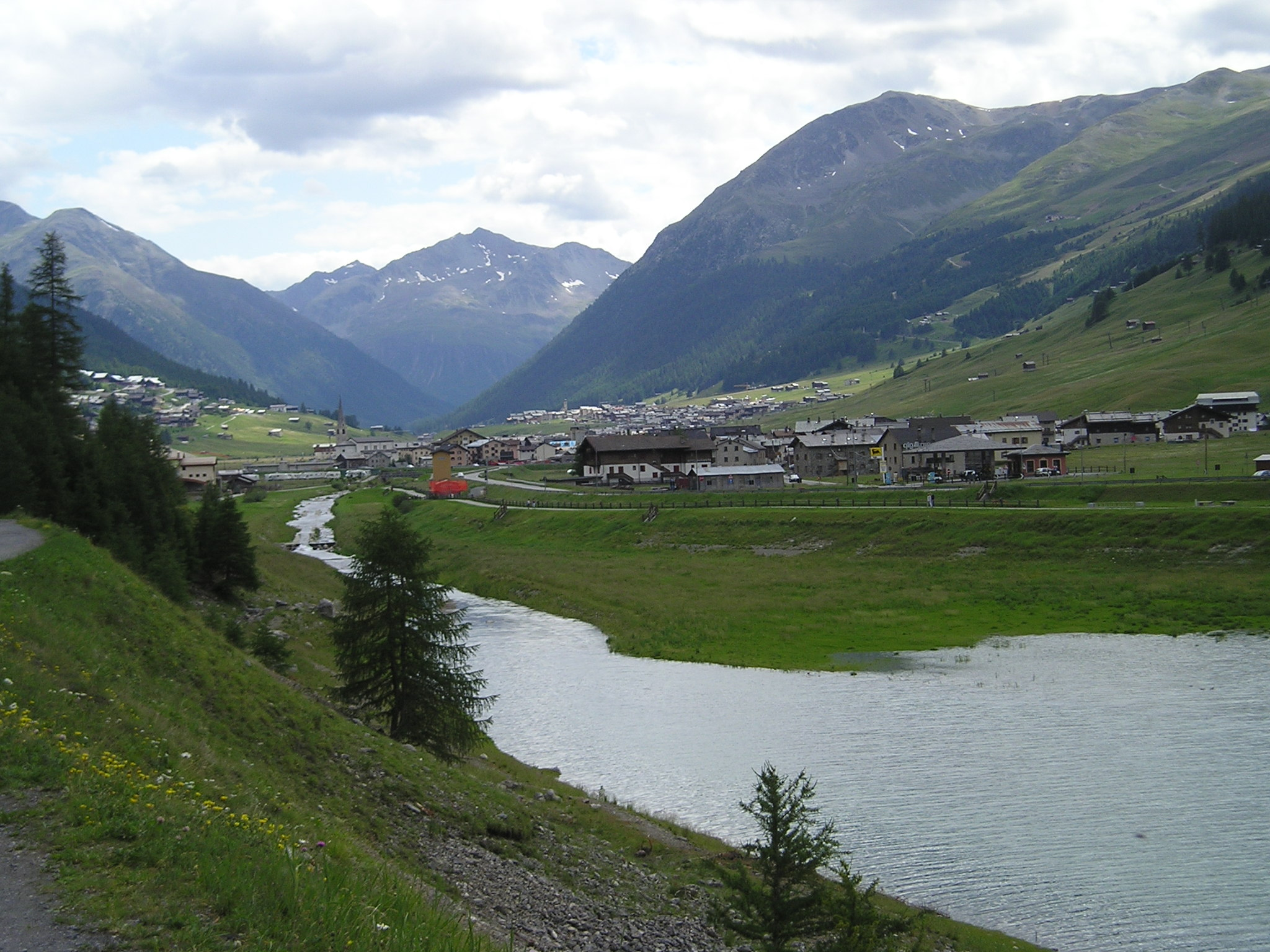
Livigno in de zomer
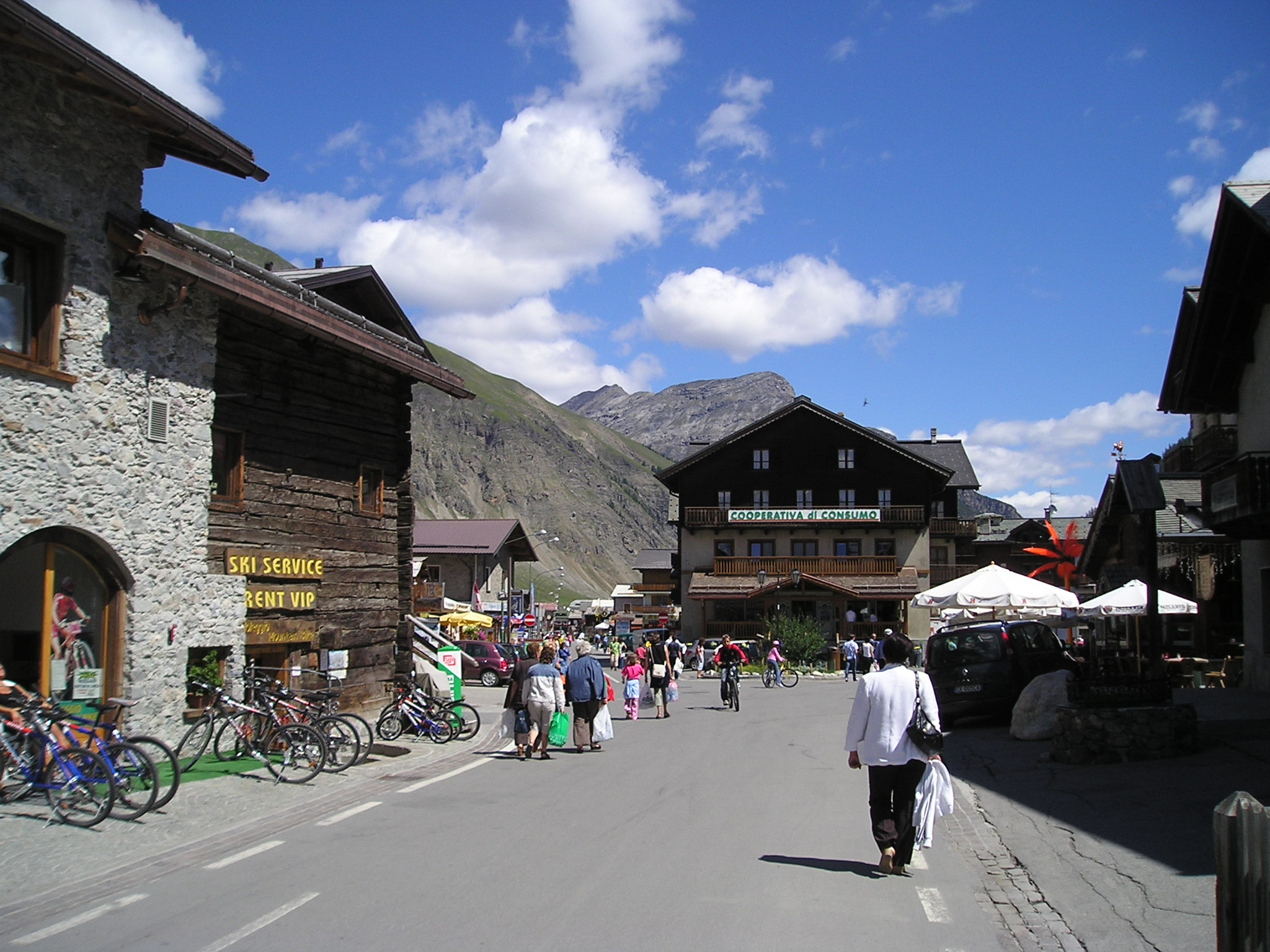
Centrum
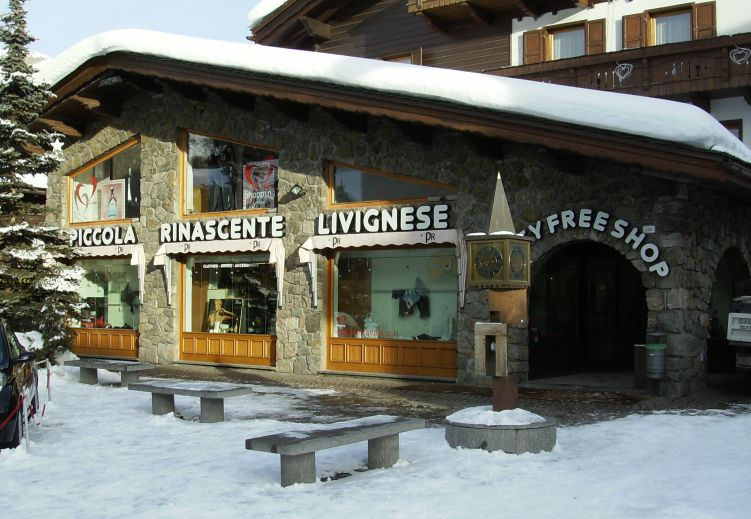
"Duty Free Shop"

## Geboren in Livigno
- Gigi Galli (1973), rallyrijder

## Bekende inwoners van Livigno
- Giorgio Rocca (1975), alpineskiër

Albaredo per San Marco · Albosaggia · Andalo Valtellino · Aprica · Ardenno · Bema · Berbenno di Valtellina · Bianzone · Bormio · Buglio in Monte · Caiolo · Campodolcino · Caspoggio · Castello dell'Acqua · Castione Andevenno · Cedrasco · Cercino · Chiavenna · Chiesa in Valmalenco · Chiuro · Cino · Civo · Colorina · Cosio Valtellino · Dazio · Delebio · Dubino · Faedo Valtellino · Forcola · Fusine · Gerola Alta · Gordona · Grosio · Grosotto · Lanzada · Livigno · Lovero · Madesimo · Mantello · Mazzo di Valtellina · Mello · Menarola · Mese · Montagna in Valtellina · Morbegno · Novate Mezzola · Pedesina · Piantedo · Piateda · Piuro · Poggiridenti · Ponte in Valtellina · Postalesio · Prata Camportaccio · Rasura · Rogolo · Samolaco · San Giacomo Filippo · Sernio · Sondalo · Sondrio · Spriana · Talamona · Tartano · Teglio · Tirano · Torre di Santa Maria · Tovo di Sant'Agata · Traona · Tresivio · Val Masino · Valdidentro · Valdisotto · Valfurva · Verceia · Vervio · Villa di Chiavenna · Villa di Tirano